# Manoao
Manoao is de botanische naam van een geslacht van coniferen, behorend tot de familie Podocarpaceae. Het geslacht bevat enkel de soort Manoao colensoi, die endemisch is in Nieuw-Zeeland. Vóór 1995 werd het geclassificeerd als een soort van het geslacht Dacrydium of Lagarostrobos, maar sindsdien wordt het gezien als een afzonderlijk geslacht.
Manoao colensoi is een traag groeiende, groenblijvende boom die tot 15 m hoog kan worden. De plant groeit op schaduwrijke, natte grond. Het hout is duurzaam.

## Soorten
- Manoao colensoi (Hook.) B.P.J.Molloy

Acmopyle · 
Afrocarpus · 
Dacrycarpus · 
Dacrydium · 
Falcatifolium · 
Halocarpus · 
Lagarostrobos · 
Lepidothamnus · 
Manoao · 
Microcachrys · 
Microstrobos · 
Nageia · 
Parasitaxus · 
Podocarpus · 
Prumnopitys · 
Retrophyllum · 
Saxegothaea · 
Sundacarpus